# Najafabad (Abadeh)
Najafabad (em persa: نجف اباد, também romanizada como Najafābād e Nejafābād; também conhecida como Najafābād-e Pā’īn, Najaf Abad ‘Olya e Najaf Abad Sofla) é uma aldeia do distrito rural de Bidak, no condado de Abadeh, na província de Fars, Irã.
Segundo o censo de 2006, sua população era de 78, em 29 famílias.